# 恋する大泥棒
『恋する大泥棒』（こいするおおどろぼう、Happy New Year）は、1987年のアメリカ合衆国の恋愛映画。クロード・ルルーシュ監督の1973年のフランス映画『男と女の詩』のリメイクで、ルルーシュがカメオ出演している。日本では劇場未公開だが、『ピーター・フォークの 恋する大泥棒』の邦題でビデオが発売されたことがある。

## あらすじ
引退を考えているプレイボーイな詐欺師ニック（フォーク）は、相棒チャーリー（ダーニング）とともにある高級宝石店に目をつけ、金品を強奪して高飛びしようと目論んだ。しかし、ニックは隣接するアンティークショップを経営する一人身の女性キャロライン（ヒューズ）に一目ぼれしてしまい、計画は誤算を孕んでいく。

## キャスト
- ニック - ピーター・フォーク： 詐欺師。
- チャーリー - チャールズ・ダーニング： ニックの相棒。
- キャロライン - ウィンディ・ヒューズ： アンティークショップの経営者。
- 宝石店主 - トム・コートネイ
- 電車内の男 - クロード・ルルーシュ（カメオ出演）